# مشروع تيرامار
مشروع تيرامار هو عبارة عن منظمة بيئية غير ربحية تصف نفسها بأنها مشروع مربح. تأسست في عام 2012 في الولايات المتحدة من قبل مجرمة جنسية مدانة تدعى جيسلين ماكسويل. تأسست منظمة شقيقة في المملكة المتحدة في عام 2013. أعلنت شركة تيرامار (الولايات المتحدة) عن إغلاقها في 12 يوليو 2019. جاء ذلك بعد وقت قصير من قيام ممثلي الادعاء الفيدراليين في نيويورك بإلقاء القبض على جيفري إبستاين، رئيس ماكسويل خلف الكواليس. كان إبستاين ممولًا اتهم بارتكاب جرائم الاتجار بالجنس للمرة الثانية. حلت شركة تيرامار (المملكة المتحدة) رسميًا في 3 ديسمبر 2019.

## تاريخ

### مشروع تيرامار، الولايات المتحدة
تأسس مشروع تيرامار في 26 سبتمبر 2012 في مهرجان المحيط الأزرق السينمائي ومؤتمر الحفاظ على البيئة في مونتيري، كاليفورنيا، وركز على 64% من المحيط الذي يقع خارج نطاق ولاية أي بلد واحد. كانت مهمتهم إنشاء "مجتمع محيطي عالمي" يعتمد على فكرة الملكية المشتركة للموارد العالمية المشتركة، والمعروفة أيضًا باسم أعالي البحار أو المياه الدولية.
في عام 2014، نيابة عن مشروع تيرامار، ألقى ماكسويل محاضرة في جامعة تكساس في دالاس، وفي وقت لاحق من ذلك العام، ألقى محاضرة تيد، حول أهمية الحفاظ على المحيطات. كما تحدث ماكسويل في الأمم المتحدة بصفته مؤسس مشروع تيرامار. رافقت ستيوارت بيك، عضو مجلس إدارة تيرامار لعام 2013، إلى اجتماعين للأمم المتحدة لمناقشة المشروع. قدم ماكسويل عرضًا في جمعية الدائرة القطبية الشمالية في ريكيافيك، أيسلندا في عام 2013.
ظهر سكوت بورجرسون، المدرج في مجلس إدارة تيرامار لعام 2013، مع ماكسويل في مؤتمر الدائرة القطبية الشمالية. في يونيو 2014، تحدث ماكسويل وبورجرسون في فعالية في واشنطن العاصمة، برعاية مجلس العلاقات الخارجية، بعنوان "إدارة الموارد المشتركة للمحيط: التحديات المتزايدة والنهج الجديدة". وقد أظهرت مؤسسة كلينتون التزام شركة تيرامار بتعزيز أهداف التنمية المستدامة.
تشير الوثائق الضريبية لمنظمة مشروع تيرامار الأمريكية باستمرار إلى أن جيسلين ماكسويل هي رئيسة المنظمة. كان عنوان مشروع تيرامار في مدينة نيويورك لتقديم نموذج 990 الضريبي من عام 2012 حتى عام 2015، مع إظهار الملفات اللاحقة عنوانًا في ووبرن لعامي 2016 و2017.  ذكرت صحيفة نيويورك تايمز أن شركة تيرامار لم تقدم أي أموال في شكل منح بين عامي 2012 و2017، ووصفت بأنها تفرض رسومًا محاسبية وقانونية مرتفعة بشكل غير عادي بالنسبة لمنظمة بهذا الحجم.
كما أثيرت أسئلة حول ما ينطوي عليه مشروع تيرامار إلى جانب الظهور البارز لماكسويل في الأمم المتحدة وعلى مسرح تيد. في عام 2017، قدم أحد المسؤولين التنفيذيين في شركة بحرية طلبات متعددة لتمويل المشروع إلى مدير التطوير في تيرامار، برايان يوراتسيس، والتي رفضت في النهاية على الرغم من اعتراف يوراتسيس باهتمامه برعاية تيرامار للمشروع. صرح المسؤول البحري الذي قدم الطلبات قائلاً: "كان انطباعي أن تيرامار ككل كانت جوفاء إلى حد كبير"، وأن "بدا الأمر وكأن بريان كان المنظمة بأكملها".
في الإقرار السنوي الذي قدمته المنظمة إلى مصلحة الضرائب الداخلية، أفادت المنظمة أنها مدينة بمبلغ 560.650 دولارًا لجيسلين ماكسويل، وكانت مدينة بمبلغ 1.341 دولارًا من ديون بطاقات الائتمان، وكان لديها 10.252 دولارًا نقدًا، اعتبارًا من 31 ديسمبر 2018. خلال عام 2018، أنفقت المنظمة 5365 دولارًا على الرسوم المهنية، و9380 دولارًا على تطوير موقع الويب، و11157 دولارًا على الإعلان، و270 دولارًا من رسوم البنوك، لكنها لم تنفق أي شيء على خدمات البرنامج.
وجهت إلى إبستاين اتهامات جديدة بارتكاب جرائم الاتجار بالجنس في 6 يوليو 2019. كان إبستاين شريكًا مقربًا من ماكسويل. أعلن مشروع تيرامار إغلاقه بعد ستة أيام، في 12 يوليو 2019، عبر تويتر وبيان على موقعه الإلكتروني.

### تيرامار (المملكة المتحدة)
كانت تيرامار (المملكة المتحدة) شركة خاصة محدودة منفصلة في المملكة المتحدة. تأسست الشركة في أغسطس 2013 في إنجلترا وويلز، وكان مديريها ماكسويل ولوسي كلايف وكاثرين فوغان إدواردز. كانت الشركة تديرها شركة ماكسويل بمهمة مماثلة لمشروع تيرامار.
نشرت مهمة مؤسسة تيرامار الخيرية (المملكة المتحدة) على أنها "الحفاظ على البيئة وحمايتها وتحسينها"، وعلى وجه الخصوص "المحيطات والبحار والسواحل والمناطق المدية"، بما في ذلك "الحفاظ على النباتات والحيوانات البحرية المهددة بالانقراض وحمايتها، وتثقيف الجمهور في مجالات الحفاظ على البيئة البحرية والبيئة البحرية والمجالات ذات الصلة".
ذكرت ذا تايمز أن تيرامار (المملكة المتحدة) انضمت إلى "خدمة تطبيق المراسلة السرية تيليجرام" في 10 أغسطس 2019، وهو نفس التاريخ الذي توفي فيه إبستين في السجن. قدم طلب الإغلاق الرسمي للمنظمة في المملكة المتحدة في 4 سبتمبر 2019، مع نشر الإشعار الأول في جريدة لندن جازيت في 17 سبتمبر 2019.
إدرجت الشركة على أنها نشطة، وعنوانها سالزبوري، حتى إدرجت الشركة على أنها منحلة رسميًا في 3 ديسمبر 2019.

### المؤسس مدان
قبض على مؤسس تيرامار، جيسلين ماكسويل، في يوليو 2020 ووجهت إليه ست تهم تتعلق بالاعتداء الجنسي والاتجار بالقاصرين والكذب على المحققين. في 29 ديسمبر 2021، أُدين ماكسويل بخمس من ست تهم.

## منظمة
ضم مجلس إدارة مشروع تيرامار (الولايات المتحدة) المدير التنفيذي السابق لمكتب الأمم المتحدة للشراكات (UNOP) أمير دوسال - الذي يتولى إدارة مليار دولار في شكل منحة من تد تيرنر للجمعيات الخيرية، والمدير التنفيذي للإعلام ستيفن هافت، وأريادن كالفو بلاتيرو، ابنة اللورد بومونت من ويتلي، أفضل أصدقاء ماكسويل من أكسفورد.

## روابط خارجية
- أرشيف الإصدارات السابقة من مشروع تيرامار